# Trypeticus valens
Trypeticus valens är en skalbaggsart som beskrevs av Kanaar 2003. Trypeticus valens ingår i släktet Trypeticus och familjen stumpbaggar. Inga underarter finns listade i Catalogue of Life.